# Acrobolbus campylodontus
Acrobolbus campylodontus là một loài rêu tản trong họ Acrobolbaceae. Loài này được (Hook. & Taylor) Stephani miêu tả khoa học lần đầu tiên năm 1902.